# 690
690 (DCXC) fue un año común comenzado en sábado del calendario juliano, en vigor en aquella fecha.

## Acontecimientos
- 26 de enero: en Inglaterra, Fuero organizado por Oswine de Kent
- 17 de octubre: en China, Wu Zetian se corona como Emperatriz e inicia una purga contra sus opositores y rivales. Sería la única soberana femenina de la historia china.[1]

## Arte y literatura
- Evangeliario de Echternach.[2]

## Nacimientos
- Don Pelayo: primer rey del Reino de Asturias (f. 737)

## Fallecimientos
- 19 de septiembre: Teodoro de Tarso, arzobispo inglés.
- Julián de Toledo, arzobispo.